# Qian (rivière)
Pour les articles homonymes, voir Qian.
La Qian (chinois : 黔江 ; pinyin : qián jiāng) est une rivière de Chine, dans la région autonome de Guangxi et le cours supérieur du fleuve Xi. 